# Siblings Software
Siblings Software es una empresa de externalización (outsourcing) de desarrollo de software con sede en Córdoba, Argentina. Fue fundada en 2018 por Javier Uanini, actual CEO, y Constanza Uanini. Inicialmente comenzaron como freelancers y hoy en día cuentan con un equipo de alrededor 30 desarrolladores.
Se especializan en soluciones full-stack, con un enfoque en la industria de procesamiento de pagos, aunque también trabajan en otros sectores como salud y construcción. En marzo de 2021, se constituyó como una empresa de responsabilidad limitada (Limited Liability Company) en Florida, Estados Unidos, como parte de su estrategia de expansión para posicionarse como una compañía estadounidense que ofrece servicios de desarrollo de software a América Latina.

## Productos y Servicios

### Servicio de desarrollo de aplicaciones
Siblings Software ofrece servicios de subcontratación de desarrollo de aplicaciones móviles, aplicaciones web y aplicaciones de escritorio. En el ámbito de las aplicaciones móviles, la empresa se especializa en aplicaciones para dispositivos iOS, Android y Windows Phone. En cuanto a las aplicaciones web, Siblings Software crea versiones adaptadas para diversos dispositivos móviles, sin importar el sistema operativo. También se dedica al desarrollo de aplicaciones de escritorio para sistemas como Microsoft Windows, Mac OS X, Linux y Solaris.

### Servicio de desarrollo web
Siblings Software ofrece servicios de subcontratación de desarrollo web a nivel mundial. La empresa proporciona servicios de subcontratación de desarrollo full-stack, front-end y back-end, incluyendo el desarrollo de aplicaciones y desarrollo web.

### Servicios de software
La empresa ofrece servicios de desarrollo de software y, además, proporciona la opción de formar equipos de desarrollo de software personalizados con más de 50 ingenieros especializados en tecnologías modernas de desarrollo de aplicaciones web y móviles, con habilidades de comunicación en inglés para la colaboración internacional.

### Pasarelas de pago
Durante cinco años, Siblings Software estuvo dedicado a un único cliente para el que desarrolló pasarelas de pagos. Estas pasarelas funcionan de manera similar a Mercado Pago, con menos popularidad pero con mayor presencia en el mercado estadounidense. El cliente de Siblings Software supo hacer llegar sus pasarelas a más de 30.000 comercios minoristas del país norteamericano, permitiendo que el producto desarrollado procese más de USD 160 millones en el último año. La plataforma de cobro permite a los comerciantes procesar pagos con tarjetas de crédito y verificar transacciones a través de sus sitios web y aplicaciones móviles.

## Reconocimientos
En la edición del año 2021, los fundadores de Siblings Software, Javier Uanini y Constanza Uanini, fueron distinguidos con una nominación al premio "Córdoba Empresaria", en reconocimiento a su labor y contribución al ámbito empresarial y tecnológico.

## Proyectos destacados
Siblings Software desarrolló Bari, una plataforma de ventas en línea que conecta minoristas y mayoristas de Argentina para simplificar el proceso de compra a gran escala. La elección de GraphQL permitió una eficiente gestión de consultas en la interfaz. Se procesaron 80,000 ventas al por mayor por un valor total de 2,400 millones de pesos argentinos, y el producto se lanzó en seis meses. Siblings Software participó en todo el ciclo de desarrollo, y Bari se ha convertido en un competidor sólido en el mercado de plataformas B2B.
La empresa también desarrolló BinSensors, una aplicación de software diseñada para mejorar la recolección de residuos en ciudades inteligentes. Utiliza un sistema que incluye una aplicación móvil y sensores en los contenedores para detectar cuándo están llenos, optimizando la gestión de la recogida de residuos. En el último año, esta tecnología ha generado un ahorro significativo de combustible (50,000 galones) y tiempo de conducción (25,000 horas). Actualmente, 12 empresas de recolección de basura en cinco ciudades utilizan esta tecnología.
Siblings Software colaboró con HighSide, una security holding de Estados Unidos y Reino Unido, en la provisión de soluciones relacionadas con el almacenamiento e intercambio de archivos cifrados, así como plataformas de colaboración seguras y la gestión integrada del acceso a datos.
La empresa es actualmente partner de la compañía de software francesa Pentalog y la uruguaya IT Systems Innova, a través de las cuales llega a distintos clientes de las industrias financieras, seguros y del turismo.